# Vestvejen
Vestvejen er en 2 sporet motortrafikvej mellem Midtjyske Motorvej ved Ølholm og Horsens. Vejen er en del af primærrute 30  og sekundærrute 451 der går imellem Esbjergmotorvejen og Horsens S, og åbnede  den 12. august 2004. 
Vejen starter i Midtjyske Motorvej ved Ølholm og føres derefter mod øst. Vejen passer Viborg Hovedvej i et tilslutningsanlæg, med frakørsel til Ølholm. Vejen forsætter derefter videre og passere Skanderborgvej i et tilslutningsanlæg, med frakørsel til Uldum. Derefter passere den Merringvej i et tilslutningsanlæg, med frakørsel til Korning og Løsning. Derfra forsætter den videre, og passere Østjyske Motorvej med frakørsel til Aarhus, Kolding og Odense. Motortrafikvejen forsætter videre som sekundærrute 451, den forsætter syd om Horsens og ender i Vejlevej i Horsens S.